# Daltonia angustifolia
Daltonia angustifolia är en bladmossart som beskrevs av Frans François Dozy och Molkenboer 1844. Daltonia angustifolia ingår i släktet Daltonia och familjen Daltoniaceae. Inga underarter finns listade i Catalogue of Life.